# Gašper Švab
Gašper Švab (Kranj, 18 de juliol de 1986) és un ciclista eslovè, professional des del 2005 al 2012, sempre militant a l'equip Sava.

## Palmarès
- 2008
  - Vencedor d'una etapa al Gran Premi ciclista de Gemenc
- 2009
  - 1r al Gran Premi Kranj